# Naqāreh
Naqāreh (persiska: نَقارِۀ ناوِه كِش, نَقَّرِه, نَقارِۀ ناوِه كَش, Naqāreh-ye Nāveh Kesh, نقاره ناوه کش, نقاره) är en ort i Iran.   Den ligger i provinsen Lorestan, i den västra delen av landet, 400 km sydväst om huvudstaden Teheran. Naqāreh ligger 1 073 meter över havet och antalet invånare är 103.
Terrängen runt Naqāreh är varierad.Runt Naqāreh är det ganska tätbefolkat, med 72 invånare per kvadratkilometer. Närmaste större samhälle är Vasīān, 6,4 km väster om Naqāreh. Omgivningarna runt Naqāreh är i huvudsak ett öppet busklandskap.